# Соколовський (Костромська область)
Соколовський (рос. Соколовский) — селище в Шар'їнському районі Костромської області Російської Федерації.
Населення становить 88 осіб. Входить до складу муніципального утворення Зебляковське сільське поселення.

## Історія
Від 2007 року входить до складу муніципального утворення Зебляковське сільське поселення.

## Населення
| 2008 | 2010 | 2014 |
| ---- | ---- | ---- |
| 96   | ↘81  | ↗88  |